# معركة بول رن الثانية
معركة بول رن الثانية أو معركة ماناساس الثانية وقعت في 28-30 أغسطس عام 1862، في مقاطعة برينس ويليام في فيرجينيا في سياق الحرب الأهلية الأمريكية. وتُعد تتويجًا لحملة فرجينيا الشمالية التي شنها جيش فرجينيا الشمالية بقيادة الجنرال الكونفدرالي روبرت إي لي ضد جيش فرجينيا بقيادة الفريق الأول جون بوب، وتفوق هذه المعركة من حيث الضخامة والأعداد معركة بول رن الأولى (أو معركة ماناساس الأولى) التي خيضت في 21 يوليو عام 1861 على نفس الأرض.
بعد مناورة جانبية كبيرة استولى الفريق الأول الكونفدرالي توماس ج. «ستونوول» جاكسون على مستودع الإمدادات الخاص بقوات الاتحاد في تقاطع ماناساس، وبذلك هدد خط اتصال بوب بواشنطن العاصمة. ثم انسحب جاكسون بضعة أميال إلى الشمال الغربي، ليتخذ مواقع دفاعية قوية مخفية في ستوني ريدج، وانتظر وصول جناح جيش لي بقيادة الفريق الأول جيمس لونغستريت. وفي 28 أغسطس عام 1862 هاجم جاكسون رتلًا تابعًا للاتحاد شرق غينزفيل في مزرعة براونر، وأدى ذلك إلى أزمة ولكنه نجح في جذب انتباه بوب. وفي نفس اليوم اخترق لونغستريت مقاومة الاتحاد الضعيفة في معركة ثوروفير غاب واقترب من ساحة المعركة.
أصبح بوب مقتنعًا بأنه حاصر جاكسون وركز الجزء الأكبر من جيشه ضده. وفي 29 أغسطس شن بوب سلسلة من الاعتداءات على موقع جاكسون على طول خط سكة حديد غير مكتمل. وصُدت الهجمات بخسائر فادحة من الجانبين. وعند الظهر وصل لونغستريت إلى ساحة القتال من ثوروفير غاب، واتخذ موقعًا على الجناح الأيمن لجاكسون. وفي 30 أغسطس جدد بوب هجماته، ولا يبدو أنه كان على علم بتواجد لونغستريت في الميدان. عندما دمرت المدفعية الكونفدرالية الكثيفة هجوم الاتحاد من قبل الفيلق الخامس التابع للفريق الأول فيتز جون بورتر، رد جناح لونغستريت المكون من 25000 رجل ضمن خمس فرق بهجوم مضاد في أكبر هجوم جماعي متزامن في الحرب. وسُحق الجناح الأيسر للاتحاد وعاد الجيش إلى بول رن. ومنع هجوم مؤخرة الجيش الفعال للاتحاد إعادة هزيمة ماناساس الأولى. مع ذلك كان انسحاب بوب إلى سنترفيل متهورًا.
وشجع النجاح في هذه المعركة لي على بدء حملة ماريلاند التي تلت ذلك.

## الخلفية

### الوضع العسكري
بعد انهيار حملة شبه الجزيرة للفريق الأول جورج بي ماكليلان في معارك الأيام السبعة في يونيو عام 1862، عين الرئيس أبراهام لينكون جون بوب لقيادة جيش فيرجينيا المشكل حديثًا. وقد حقق بوب بعض النجاح على الجبهة الغربية، وسعى لينكون إلى وجود ضابط أكثر عدوانية من ماكليلان.

### الخطط
كانت مهمة بوب هي تحقيق هدفين أساسيين: حماية واشنطن ووادي شيناندواه. وسحب القوات الكونفدرالية بعيدًا عن ماكليلان بالتحرك في اتجاه غوردونسفيل. وبناءً على خبرته في قتال ماكليلان في الأيام السبعة، أدرك روبرت إي لي أن ماكليلان لم يكن يمثل تهديدًا آخر له في شبه جزيرة فرجينيا، لذلك لم يشعر بأي ضغط لإبقاء جميع قواته في الدفاع المباشر عن ريتشموند. وسمح له ذلك بنقل جاكسون إلى غوردونسفيل لعرقلة بوب وحماية سكة حديد فيرجينيا المركزية.
كان لدى لي خطط أكبر في ذهنه. منذ انقسام جيش الاتحاد بين ماكليلان وبوب انفصل القائدان بشكل كبير، ورأى لي في ذلك فرصة لتدمير بوب قبل إعادة انتباهه إلى ماكليلان. وألزم الفريق الأول إيه بّي هيل بالانضمام إلى جاكسون مع 12000 رجل.

### التحركات الأولية في حملة شمال فيرجينيا
في 3 أغسطس أمر القائد العام هنري هاليك الفريق الأول ماكليلان ببدء انسحابه النهائي من شبه الجزيرة والعودة إلى فرجينيا الشمالية لدعم بوب. وقد احتج ماكليلان ولم يبدأ إعادة انتشاره حتى 14 أغسطس.
في 9 أغسطس هاجم فيلق ناثانيال بانكس جاكسون في جبل سيدار، واكتسب ميزة الأسبقية، لكن الهجوم المضاد الكونفدرالي بقيادة إيه بّي هيل قاد بانكس إلى العودة عبر جدول سيدار. وجرى إيقاف تقدم جاكسون من قبل فرقة جيش الاتحاد بقيادة العميد جيمس بي ريكيتس. حين ذاك علم جاكسون أن قوات بوب كانت مجتمعة، وأحبط ذلك خطته لهزيمة كل فيلق على حدة. وبقي في موقعه حتى 12 أغسطس، ثم انسحب إلى غوردونسفيل. وفي 13 أغسطس أرسل لي لونغستريت لتعزيز قوات جاكسون.

### مقدمة المعركة
من 22 حتى 25 أغسطس خاض الجيشان سلسلة من الهجمات الصغيرة على طول نهر راباهانوك. وكانت الأمطار الغزيرة قد غمرت النهر ولم يكن لي قادرًا على العبور بأي طريقة. وبحلول هذا الوقت كانت التعزيزات من جيش بوتوماك تصل من شبه الجزيرة. وقد كانت خطة لي الجديدة في مواجهة كل هذه القوات الإضافية التي تفوق عدد قواته هو إرسال جاكسون وستيوارت مع نصف الجيش في مناورة جانبية لقطع خط اتصالات بوب عبر سكة حديد أورانج وألكسندريا. وبذلك سيُجبر بوب على التراجع ويصبح من الممكن هزيمته أثناء التحرك وعدم التحصن. وغادر جاكسون في 25 أغسطس ووصل إلى سالم (مارشال حاليًا) في تلك الليلة.
في مساء يوم 26 أغسطس بعد اجتياز الجناح الأيمن لبوب عبر ثوروفير غاب، ضرب جناح جاكسون للجيش سكة حديد أورانج وألكسندريا في محطة بريستو، وقبل فجر يوم 27 أغسطس سار للاستيلاء على مستودع إمدادات الاتحاد الضخم وتدميره في تقاطع ماناساس. وأجبرت هذه الحركة المفاجئة بوب على التراجع عن خط دفاعه على طول نهر راباهانوك. وخلال ليلة 27-28 أغسطس سار جاكسون بفرقته شمالًا إلى ساحة معركة بول رن الأولى (ماناساس)، حيث تحصن خلف صف سكة حديد غير مكتمل أسفل ستوني ريدج. وكان موقعه الدفاعي جيدًا. وسمحت الغابات الكثيفة للكونفدراليين بإخفاء أنفسهم، مع الحفاظ على نقاط مراقبة جيدة لوارنتون تورنبايك، وهو الطريق المحتمل لتحرك الاتحاد على بعد بضع مئات من الأمتار فقط إلى الجنوب. وكانت هناك طرق اقتراب جيدة للونغستريت للانضمام إلى جاكسون، أو لجاكسون للتراجع إلى جبال بول رن إذا لم تصله التعزيزات في الوقت المناسب. وأخيرًا قدمت السكك الحديدية غير المكتملة أماكن حفر وردم يمكن استخدامها كتحصينات جاهزة.
في معركة ثوروفير غاب في 28 أغسطس اخترق جناح لونغستريت مقاومة الاتحاد الضعيفة وسار عبر الممر للانضمام إلى جاكسون. وهذا التصرف الذي يبدو غير منطقي ضمن هزيمة بوب خلال المعارك القادمة، لأنه سمح لجناحين من جيش لي بالاتحاد في ساحة معركة ماناساس.